# Fédération de Malte de football
La Fédération de Malte de football (Malta Football Association (en) MFA) est une association regroupant les clubs de football de Malte et organisant les compétitions nationales et les matchs internationaux de la sélection de Malte.

## Histoire
La fédération nationale de Malte est fondée le 13 mai 1900. À cette occasion le premier match de football maltais est organisé sur le terrain de parade militaire de Marsa entre le premier club de football de l'archipel, le St. George's Football Club de Bormla - appelé ainsi du fait de l'implantation de son local près du Main Guard dans St-George's Square, et le Floriana Football Club . Mais cela n'a pas été un engouement, en fait le match qui lance véritablement le football à Malta a lieu le 14 février 1909 à la caserne de Marfa toujours entre Bormla et Floriana, qui entraine la formation d'autres clubs : le Msida Saint-Joseph Football Club, le Sliema Wanderers Football Club, le Melita Football Club de Vittoriosa, les Shamrocks de Senglea, le Hamrun Spartans Football Club et le Valletta United.
Elle est affiliée à la FIFA depuis 1959 et est membre de l'UEFA depuis 1960.

## Identité

### Logos

Ancien logo (...-2022)
Logo actuel (2022-)